# Петниста плъхова риба
Петнистата плъхова риба (Hydrolagus colliei) е вид от подклас химери от семейство Chimaeridae. Видът не е застрашен от изчезване.

## Разпространение и местообитание
Разпространен е в Канада (Британска Колумбия), Мексико (Долна Калифорния) и САЩ (Аляска, Вашингтон, Калифорния и Орегон).
Обитава крайбрежията и пясъчните дъна на океани, морета, заливи и рифове. Среща се на дълбочина от 3 до 458 m, при температура на водата от 5 до 17,7 °C и соленост 31,7 – 34,2 ‰.

## Описание
На дължина достигат до 1 m.
Популацията на вида е стабилна.